# Lusagjuch (Armawir)
Lusagjuch – wieś w Armenii, w prowincji Armawir. W 2011 roku liczyła 1007 mieszkańców.